# Liste d'élections en 1887
Chronologie des élections
- 1883
- 1884
- 1885
- 1886
- 1887
- 1888
- 1889
- 1890
- 1891

Cet article recense les élections organisées durant l'année 1887.

## Élections nationales en 1887
Cette section concerne les élections législatives et présidentielles dans un état souverain, éventuellement fédéral, ainsi que leurs principaux référendums.
| Date          | État       | Élection ou référendum | Contexte                                   | Résultat |
| ------------- | ---------- | ---------------------- | ------------------------------------------ | --- |
| 1886 - 1887   | États-Unis | Sénat (en)             |                                            | Cette section est vide, insuffisamment détaillée ou incomplète. Votre aide est la bienvenue ! Comment faire ?                      |
| 1887          | Liberia    | Présidentielle (en)    |                                            | Cette section est vide, insuffisamment détaillée ou incomplète. Votre aide est la bienvenue ! Comment faire ?                      |
| 1887          | États-Unis | Chambre (en)           |                                            | Cette section est vide, insuffisamment détaillée ou incomplète. Votre aide est la bienvenue ! Comment faire ?                      |
| 4 janvier     | Grèce      | Législatives           |                                            | Cette section est vide, insuffisamment détaillée ou incomplète. Votre aide est la bienvenue ! Comment faire ?                      |
| 9 janvier     | Salvador   | Présidentielle (en)    |                                            | Cette section est vide, insuffisamment détaillée ou incomplète. Votre aide est la bienvenue ! Comment faire ?                      |
| 21 février    | Allemagne  | Législatives           |                                            | Cette section est vide, insuffisamment détaillée ou incomplète. Votre aide est la bienvenue ! Comment faire ?                      |
| 22 février    | Canada     | Fédérales              |                                            | Les conservateurs de Macdonald sont réélus avec un cinquième mandat majoritaire face aux libéraux d'Edward Blake[réf. nécessaire]. |
| 28 février    | Honduras   | Présidentielle (en)    |                                            | Cette section est vide, insuffisamment détaillée ou incomplète. Votre aide est la bienvenue ! Comment faire ?                      |
| 6 mars        | Portugal   | Législatives (en)      |                                            | Cette section est vide, insuffisamment détaillée ou incomplète. Votre aide est la bienvenue ! Comment faire ?                      |
| 15 mai        | Suisse     | Référendum (en)        | Loi fédérale sur les boissons acloolisées. | Approuvé. |
| 14 juin       | Luxembourg | Législatives           |                                            | Cette section est vide, insuffisamment détaillée ou incomplète. Votre aide est la bienvenue ! Comment faire ?                      |
| 10 juillet    | Suisse     | Référendum (en)        | Amendement constitutionnel.                | Approuvé. |
| 12 juillet    | Pays-Bas   | 1re Chambre (nl)       |                                            | Cette section est vide, insuffisamment détaillée ou incomplète. Votre aide est la bienvenue ! Comment faire ?                      |
| 1er septembre | Pays-Bas   | 2de Chambre (nl)       |                                            | Cette section est vide, insuffisamment détaillée ou incomplète. Votre aide est la bienvenue ! Comment faire ?                      |
| 9 septembre   | Pays-Bas   | 1re Chambre (nl)       |                                            | Cette section est vide, insuffisamment détaillée ou incomplète. Votre aide est la bienvenue ! Comment faire ?                      |
| 17 septembre  | Serbie     | Législatives (en)      |                                            | Cette section est vide, insuffisamment détaillée ou incomplète. Votre aide est la bienvenue ! Comment faire ?                      |
| 30 octobre    | Suisse     | Fédérales              |                                            | Cette section est vide, insuffisamment détaillée ou incomplète. Votre aide est la bienvenue ! Comment faire ?                      |
| 3 décembre    | France     | Présidentielle         |                                            | Cette section est vide, insuffisamment détaillée ou incomplète. Votre aide est la bienvenue ! Comment faire ?                      |

## Élections en subdivisions nationales en 1887
Cette section concerne les élections législatives dans un État fédéré, une subdivision territoriale ou une colonie d'un État souverain, ainsi que leurs principaux référendums.
| Date                    | Subdivision      | État             | Élection ou référendum | Contexte | Résultat |
| ----------------------- | ---------------- | ---------------- | ---------------------- | -------- | --- |
| 8 janvier - 29 novembre | Suède            | Suède-Norvège    | 1re Chambre (sv)       |          | Cette section est vide, insuffisamment détaillée ou incomplète. Votre aide est la bienvenue ! Comment faire ? |
| 1887                    | Îles Féroé       | Danemark         | Générales (en)         |          | Cette section est vide, insuffisamment détaillée ou incomplète. Votre aide est la bienvenue ! Comment faire ? |
| 28 janvier              | Danemark         | Danemark         | Législatives (en)      |          | Cette section est vide, insuffisamment détaillée ou incomplète. Votre aide est la bienvenue ! Comment faire ? |
| 29 mars - 28 avril      | Suède            | Suède-Norvège    | 2de Chambre (sv)       |          | Cette section est vide, insuffisamment détaillée ou incomplète. Votre aide est la bienvenue ! Comment faire ? |
| 17 - 18 juin            | Croatie-Slavonie | Autriche-Hongrie | Législatives (en)      |          | Cette section est vide, insuffisamment détaillée ou incomplète. Votre aide est la bienvenue ! Comment faire ? |
| 17 - 26 juillet         | Hongrie          | Autriche-Hongrie | Législatives (en)      |          | Cette section est vide, insuffisamment détaillée ou incomplète. Votre aide est la bienvenue ! Comment faire ? |
| 9 août - 29 septembre   | Suède            | Suède-Norvège    | 2de Chambre (sv)       |          | Cette section est vide, insuffisamment détaillée ou incomplète. Votre aide est la bienvenue ! Comment faire ? |
| 9 octobre               | Bulgarie         | Empire ottoman   | Législatives (en)      |          | Cette section est vide, insuffisamment détaillée ou incomplète. Votre aide est la bienvenue ! Comment faire ? |